# Trebbia

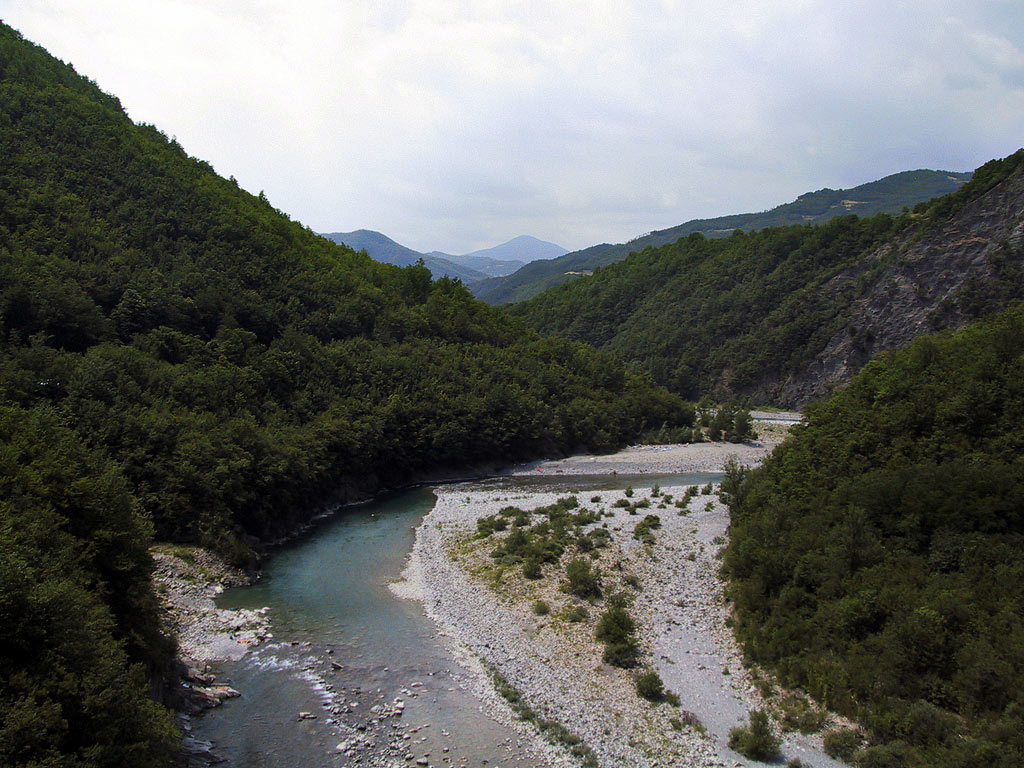
Dolina rzeki Trebbia w czerwcu, kilka kilometrów w górę rzeki od miejscowości Bobbio

Trebbia, Trebia – rzeka w północnych Włoszech, przepływająca przez Ligurię i Emilię-Romanię, dopływ Padu. Rzeka ma długość 105 km, a średni przepływ wody wynosi 40 m³/s. Należy do czterech największych prawych dopływów Padu.
W 218 p.n.e. miała tu miejsce bitwa kartagińsko-rzymska, a w 1799 bitwa francusko-austriacka.